# Agrius tahitiensis
Agrius tahitiensis är en fjärilsart som beskrevs av Tutt 1904. Agrius tahitiensis ingår i släktet Agrius och familjen svärmare. Inga underarter finns listade i Catalogue of Life.